# Президентские выборы в Таджикистане (1991)
Первые в истории независимой Республики Таджикистан всенародные президентские выборы состоялись 24 ноября 1991 года, спустя около двух месяцев после провозглашения независимости республики от СССР. На момент президентских выборов, с 31 августа 1991 года, после отставки президента республики и первого секретаря ЦК КП Таджикистана Каххара Махкамова, занявшего пост президента в результате президентских выборов 30 ноября 1990 года, временным президентом являлся Кадриддин Асланов.

## Участники
На выборы были допущены тогдашний председатель Верховного Совета Республики Таджикистан — Рахмон Набиев (выдвигавшийся от правящей Коммунистической партии Таджикистана), а также известный кинорежиссёр и диссидент — Давлатназар Худоназаров, который выдвигался официально от оппозиционной Демократической партии Таджикистана, а фактически был единым кандидатом от Демократической партии Таджикистана, Партии исламского возрождения Таджикистана, Народного движения «Растохез» и партии «Лаъли Бадахшан», кандидаты от которых не были допущены на выборах по политическим причинам.
Рахмон Набиев рассматривался как прокоммунистический консервативный кандидат и сторонник сохранения близких отношений с Россией, и сохранения положения дел в республике как во времена СССР. Из-за такой позиции, Набиев получил поддержку России, Узбекистана, Казахстана и большинства других постсоветских республик. Среди таджикистанцев, Набиев особенно был популярен у прокоммунистических слоёв населения, а также среди национальных меньшинств, в том числе среди этнических узбеков и русскоязычных.
Давлатназар Худоназаров открыто выражал свою оппозиционную позицию по отношению к положению дел в Таджикистане, считая необходимым в Таджикистане проведение масштабных политических и социально-экономических преобразований, упразднение коммунистического или неокоммунистического правления, превращения Таджикистана в свободное демократическое государство, сближения со странами Запада и Исламского мира при одновременном сохранении хороших отношений с бывшими советскими республиками. Худоназарова негласно поддержали страны Запада, в том числе США, Великобритания и Франция, а также Турция, Иран и большинство других стран Исламского мира. Худоназарова среди таджикистанцев поддерживали демократически и либерально настроенные слои населения, большинство исламистов и таджикских националистов — как умеренные, так и радикальные.

## Результаты
По официальным данным ЦИК Республики Таджикистан, явка на выборах составила 84,6 %. По итогам выборов, один из основных претендентов на победу — Рахмон Набиев официально набрал 60,4% голосов избирателей, а его основной соперник — Давлатназар Худоназаров официально набрал 30,1 % голосов. Остальные 13 % бюллетеней были голосами за остальных кандидатов, а также недействительными или испорченными. Наибольшая поддержка у Рахмона Набиева была в двух самых населённых регионах республики — Ленинабадской и Кулябской областях. У оппозиции широкая поддержка проявилась в Горно-Бадахшанской автономной области и районов республиканского подчинения. Таким образом, коммунистов поддержали регионы, находящиеся преимущественно в долинах и низменностях, а оппозицию поддержали преимущественно высокогорные регионы.
| Кандидаты               | Партия                               | Голоса    | %       |
| ----------------------- | ------------------------------------ | --------- | ------- |
| Рахмон Набиев           | Коммунистическая партия Таджикистана | 1 321 189 | 60,44%  |
| Давлатназар Худоназаров | Демократическая партия Таджикистана  | 678 461   | 31,04%  |
| Сайфуддин Тураев        |                                      | 101 146   | 4,63%   |
| Хикматулло Насриддинов  |                                      | 28 963    | 1,32%   |
| Бурихон Салимов         |                                      | 11 863    | 0,54%   |
| Бобишо Шоев             |                                      | 8 273     | 0,38%   |
| Акбар Максумов          |                                      | 5 140     | 0,24%   |
| Против всех             | Против всех                          | 30 974    | 1,42%   |
| Испорченые бюллетени    | Испорченые бюллетени                 | 71 467    | 3,17%   |
| Всего голосов           | Всего голосов                        | 2 257 476 | 100,00% |
| Всего избирателей/явка  | Всего избирателей/явка               | 2 610 089 | 86,49%  |